# Liste von Trägern des Silvesterordens
Diese nicht vollständige Liste nennt Träger des päpstlichen Silvesterordens, die für besondere Verdienste um die Anliegen der römisch-katholischen Kirche ausgezeichnet wurden.

## Großkreuz
- 1922: Zigfrīds Anna Meierovics, lettischer Politiker
- 1953: Heinrich Gleißner, österreichischer Politiker
- 1962: Franz Josef Strauß, deutscher Politiker
- 1972: Adalbert Seifriz, deutscher Politiker
- 1972: Willy Weyres, deutscher Architekt und Dombaumeister
- 1976: Otto Linder, deutscher Architekt und Kirchenbaumeister
- 1977: Oskar Farny, deutscher Politiker
- 1979: Leopold Gratz, österreichischer Politiker
- 1987: Engelbert Niebler, deutscher Jurist und Richter
- 1987: Siegfried Ludwig, österreichischer Politiker
- 2002: Stefan Stuligrosz, polnischer Dirigent, Komponist, und Chorgründer
- 2005: Josef Pühringer, österreichischer Politiker
- 2011: Peter Löw, deutscher Unternehmer
- 2014: Uwe Bernzen, deutscher Jurist
- 2024: Herwig van Staa, österreichischer Politiker

## Komtur mit Stern
- 1968: Gustav Herrmann, Bezirkshauptmann und Mitglied der NÖ Landesregierung
- 1970: Herbert Batliner, liechtensteinischer Jurist
- 1992: Albrecht Graf von Rechberg, deutscher Jurist, Leiter des Malteser Hilfsdienstes
- 1993: Heinz Hürten, deutscher Neuzeit- und Kirchenhistoriker
- 1998: Gerhard Schreiber, österreichischer Krippensammler und -forscher
- 2007: Bernhard Krol, deutscher Musiker und Komponist
- 2007: Gertrud Fussenegger, österreichische Schriftstellerin
- 2009: Johannes Freiherr Heereman, deutscher Jurist, Präsident des Malteser Hilfsdienstes
- 2010: Anton Pfeifer, deutscher Politiker
- 2012: Margarete Niggemeyer, deutsche Religionspädagogin
- 2013: Lorenz Weinrich, deutscher Historiker
- 2016: Wilhelm Tacke, deutscher Historiker
- 2021: Georg Wailand, österreichischer Wirtschaftsjournalist und Publizist[1]

## Komtur
- 1864: August Lenk von Wolfsberg, österreichischer Diplomat
- 1953: Peter Revertera-Salandra, österreichischer Widerstandskämpfer
- 1957: Franz Heidelberger, deutscher Ministerialbeamter
- 1962: Erich Schulze, deutscher Medienmanager und Verbandsfunktionär
- 1975: Franz Hitzel, deutscher Architekt
- 1984: Ernst Degasperi, österreichischer Künstler
- 1997: Franz Pöggeler, deutscher Erziehungswissenschaftler
- 1999: Herbert Matis, österreichischer Wirtschafts- und Sozialhistoriker
- 1999: Margarete Niggemeyer, deutsche Religionspädagogin
- 2002: Paul Kirchhof, deutscher Rechtswissenschaftler und Richter
- 2002: Johannes Prochaska, österreichischer Politiker
- 2003: Rudolf Kellermayr, österreichischer Pädagoge und Kulturkritiker
- 2005: Walter Eykmann, deutscher Pädagoge und Politiker (CSU)
- 2005: Erich Jooß, deutscher Germanist und Medienfunktionär
- 2009: Felix Stilz, deutscher Steuerberater und Schatzmeister des Freiburger Münsterbauvereins
- 2010: Uwe Christian Harrer, österreichischer Musiker und Hochschullehrer
- 2012: Baldur Hermans, deutscher Historiker und katholischer Theologe
- 2013: Dieter Planck, deutscher Archäologe
- 2013: Erna Putz, österreichische Theologin
- 2014: Alois Hirschmugl, österreichischer Offizier

## Ritter/Dame
- 1841/42: Gaetano Donizetti, italienischer Komponist
- 1873: Richard Jordan, österreichischer Architekt
- 1874: Albert Milde, österreichischer Kunstschlosser
- 1929: Friedrich Bokelmann, deutscher Elektrotechniker und Unternehmer
- 1947: Eugen Vogt, Schweizer Promotor der katholischen Laien- und Jugendbewegung
- 1957: August Hoff, deutscher Kunsthistoriker
- 1958: Friedrich Niemeyer, deutscher Kommunalpolitiker
- 1958: Edmund Sinn, deutscher Unternehmer und Politiker
- 1963: Wilhelm Schulte II., deutscher Architekt und Diözesanbaumeister
- 1965: Vinko Zwitter, österreichischer Präsident des Slowenisch-Katholischen Arbeitskreises
- 1968: Oskar Schindler, deutscher Unternehmer
- 1968: Thomas Wechs, deutscher Architekt
- 1972: Karl Josef Walter, deutscher Komponist und Organist
- 1973: Franz Delheid, deutscher Unternehmer und Landrat
- 1973: Karl Kraft, deutscher Organist und Komponist
- 1976: Leo Ries, deutscher Lehrer, Schriftleiter der „Paulinus“
- 1982: Fritz Arens, deutscher Kunsthistoriker
- 1982: Hans Hösl, deutscher Politiker, Oberbürgermeister von Passau
- 1985: Friedrich Scheiner, österreichischer Schulleiter
- 1987: Benedikt Posch, österreichischer Journalist und Verleger
- 1994: Heinrich Vetter, deutscher Unternehmer
- 1995: Karl Manninger, deutscher Kirchenmaler
- 1997: Wolfgang Fürlinger, österreichischer Organist und Komponist
- 1999: Max Tauch, deutscher Kunsthistoriker und Historiker
- 2002: Hans Martin, deutscher Kirchenmusiker und Komponist
- 2003: Winfried Lipscher, deutscher Theologe, Übersetzer und Publizist
- 2003: Michael Wollenschläger, deutscher Rechtswissenschaftler
- 2004: Winfried Böhm, deutscher Pädagoge und Hochschullehrer
- 2004: Hubert Gindert, deutscher Ökonom, Kirchenfunktionär und Journalist
- 2004: Manfred Maus, deutscher Unternehmer
- 2004: Albin Nees, deutscher Politiker (CDU)
- 2004: Karljosef Schattner, deutscher Architekt und Diözesanbaumeister
- 2005: Robert Hammerstiel, österreichischer Künstler
- 2006: Edeltraud Gatterer, österreichische Politikerin
- 2006: Matthias Kreuels, deutscher Kirchenmusiker und Komponist
- 2006: Franz Wieser, deutscher Politiker (CDU)
- 2007: Heimo Ertl, deutscher Anglist und Bildhauer
- 2007: Wilhelm Lüke, deutscher Politiker (CDU)
- 2007: Karl Meyer-Hentschel, deutscher Geschäftsführer
- 2008: Heinrich Beck, deutscher Philosoph und Hochschullehrer
- 2008: Paul Damjakob, deutscher Domorganist
- 2008: Peter Pius Irl, deutscher Schauspieler und Regisseur
- 2008: Karl-Heinz Lather, deutscher General
- 2008: Jan Oerding, Generalleutnant und Befehlshaber Kommando operative Führung Eingreifkräfte
- 2009: Hanne Glodny, deutsche Medizinerin
- 2009: Franz Meyer, deutscher Politiker (CSU)
- 2009: Ferdinand Mühlbacher, österreichischer Chirurg
- 2010: Iris Ripsam, deutsche Politikerin (CDU)
- 2010: Richard Schmitz, österreichischer Politiker (ÖVP) und Moderator
- 2011: Peter Dimmel, österreichischer Bildhauer
- 2011: Mechthild Löhr, deutsche Politikerin und Personalberaterin
- 2015: Rolf Thieringer, deutscher Politiker
- 2017: Wolfgang Weiß, deutscher Theologe
- 2017: Erich Hohenberger, österreichischer Bezirkspolitiker
- 2018: Josef Döller, österreichischer Kirchenmusiker
- 2018: Friedrich Forsthuber, österreichischer Richter und Präsident des Landesgerichtes für Strafsachen Wien
- 2018: Jos Pirkner, österreichischer Bildhauer
- 2021: Erwin Reidinger, österreichischer Bauingenieur
- 2022: Rudolf Luftensteiner, österreichischer Theologe und Ordensreferent
- 2022: Christa Vossschulte, deutsche Politikerin
- 2023: Moritz Hunzinger, deutscher Unternehmer[2]
- 2024: Annette Bernards, deutsche Juristin und Hochschullehrerin
- 2025: Harald Ebert, deutscher Pädagoge und Schulleiter[3]